# Acnodon normani
Acnodon normani és una espècie de peix de la família dels caràcids i de l'ordre dels caraciformes.

## Morfologia
- Els mascles poden assolir 13,5 cm de llargària total.[4]

## Hàbitat
Viu en zones de clima tropical entre 22 °C - 28 °C de temperatura.

## Distribució geogràfica
Es troba a Sud-amèrica: conques dels rius Amazones, Xingu i Tocantins al Brasil.